# Площадь Кирова (Самара)
Пло́щадь Ки́рова — площадь в Кировском районе города Самара. На площади расположен Дом культуры имени Литвинова.
Площадь ограничена Физкультурной улицей, улицей Победы, Каховской улицей и проспектом Кирова.

## История

### Появление
12 января 1961 года площади на Кировском шоссе было присвоено имя советского государственного и политического деятеля Сергея Мироновича Кирова.
Генеральным планом города Куйбышева, разработанным в 1940 году, предусматривалось строительство драматического театра на площади Кировского района. Однако из-за Великой Отечественной войны и последующего периода восстановления хозяйства страны к вопросу постройки на данном месте крупного сооружения культуры удалось вернуться лишь в конце 1950-х годов. Строительство ДК на площади имени Кирова велось по проекту московского архитектора А. В. Тарасова с 1958 года. В строительстве участвовали многочисленные коллективы цехов и участков завода «Прогресс» (50 % объёмов работ завод взял на себя). Дворец строился под непосредственным контролем директора завода Виктора Яковлевича Литвинова. Первая очередь Дворца культуры (кинозал на 650 мест) начала работать в 1959 году.
30 октября 1961 года состоялось официальное открытие Дворца культуры (в то время — профсоюзный клуб).
В 1967 году на площади был установлен памятник С. М. Кирову: скульптуру, стоящую на гранитном постаменте, создал скульптор О. Н. Иванов.
Имя Кирова носила не только площадь, но и проходящее через неё шоссе (ныне проспект Кирова), и стоящий на ней дворец культуры, и весь район города (Кировский). В 2002 году дворец культуры был переименован в честь В. Я. Литвинова.
Район площади Кирова долгое время оставался ареалом, где проживают заводские рабочие; в своё время здесь велось активное строительство жилого района с соответствующей инфраструктурой и объектами социально-культурного назначения. Ещё в советское время здесь открылся «прообраз» современных торговых центров — универмаг «Юность».
Позади дома культуры на нечётной стороне улицы Каховской между улицами Физкультурной и Победы с 1948 года функционировал деревянный кинотеатр «Сокол» (он разместился в реконструированном сдвоенном барачном здании, которое в годы Великой Отечественной войны использовалось как столовая Безымянлага), в начале 1990 года он был снесён в связи с начавшейся на его месте постройкой спортивного комплекса «Лекорт» завода «Прогресс». Однако из-за отсутствия средств строительство было законсервировано с 1992 года на долгое время и возобновлено лишь в 2004 году, уже за счёт областного бюджета. Комплекс был сдан в эксплуатацию в 2008 году и получил при открытии новое название «Грация».

### Реконструкция
Ремонтные работы начались 16 июля 2012 года.
В рамках капитального ремонта были проведены работы по замене асфальтового покрытия, укладке тротуарной плитки, установлено 140 светоточек, проведено озеленение, установлены туалетные павильоны. Все эти работы проведены на средства городского бюджета. Также за счет средств инвесторов на месте бывшего кафе появилась большая детская площадка.

Памятник С. М. Кирову

Перед началом ремонта была проведена масштабная работа по ликвидации незаконной торговли. Долгое время даже районная доска почета была заставлена несанкционированными киосками, и многие уже забыли о её существовании. В результате здесь было ликвидировано более 80 незаконных объектов, в том числе стационарное кафе.
9 сентября 2012 года, во время празднования дня города, площадь была открыта. В праздничной церемонии открытия приняли участие глава Самары Дмитрий Азаров, председатель Самарской губернской думы Виктор Сазонов и председатель городской думы Александр Фетисов.
25 сентября площадь сделали пешеходной зоной и установили соответствующие знаки, а несколькими днями ранее там появились противопроездные устройства.
Здание ДК на площади им. Кирова и памятник С.М. Кирову являются памятниками истории и культуры регионального значения.

### Происшествие
1 сентября 2019 года с фасада здания Дворца культуры имени Литвинова с высоты 1,5 метра обрушилась облицовочная мраморная плита. Она упала на 10-летнего ребёнка. От полученных повреждений мальчик скончался. После происшествия, здание было закрыто на реставрацию до конца 2022
года. 

## Политические митинги
Площадь Кирова неоднократно становилась местом проведения демонстраций оппозиции. 3 декабря 2017 года на этой площади состоялась встреча кандидата в президенты Алексея Навального со своими сторонниками.  Архивная копия от 4 февраля 2022 на Wayback Machine

## Транспорт
- Автобусные маршруты — 6, 8, 21, 29, 30, 34, 38, 41, 47, 51, 75.
- Маршрутные такси — 6, 27к, 30, 34, 38, 41, 47, 74к, 74 м, 75, 80, 89, 123, 124, 126, 126к, 203, 206, 213, 217, 221, 226, 229, 230, 240, 241, 247, 253, 261, 274, 281, 297, 298, 480.
- Трамвайные маршруты — 8, 10, 25.
- Троллейбусные маршруты — 8, 12, 13, 18, 20.[16]
- Метрополитен — ближайшие станции Самарского метрополитена — станция метро Кировская и станция метро Безымянка